# Чёрная червяга
Чёрная червяга (лат. Caecilia nigricans) — вид безногих земноводных (Gymnophiona) из семейства настоящих червяг (Caeciliidae). Она обитает в Колумбии, Эквадоре и Панаме. Её природными местами обитания являются субтропические или тропические влажные равнинные леса, плантации, сельские сады и сильно нарушенные леса.